# Euproctis consocia
Euproctis consocia är en fjärilsart som beskrevs av Walker 1865. Euproctis consocia ingår i släktet Euproctis och familjen tofsspinnare. Inga underarter finns listade i Catalogue of Life.